# Blind
«Blind» (с англ. — «Слепой») — песня американской ню-метал-группы Korn, открывающий трек и первый сингл из их дебютного одноимённого альбома.
Первая версия песни была опубликована на демозаписи Neidermeyer's Mind, вышедшей в 1993. Между версиями песни на демо и сингле были некоторые различия, первоначальная версия имела более хэви-металическое звучание, а версия, появившаяся на дебютном LP группы, содержала проигрыш в стиле хип-хоп. Этот проигрыш довольно сильно похож на песню «Cypress Hill» Lick A Shot.
Песня использовалась в качестве финальной темы в американской версии полнометражного аниме-фильма Street Fighter II: The Animated Movie, а также использовалась в фильме «Ангелы Чарли» 2000 года, режиссёр которого Джозеф МкДжинти также поставил несколько видеоклипов Korn.
«Blind» является любимой песней Korn у Дэвида Сильверии, бывшего барабанщика и одного из основателей группы.
Песня использовалась в качестве открывающего трека на всех шоу Korn вплоть до выхода альбома Issues в 1999, после которого открывающей песней стала «Falling Away From Me». Тем не менее, «Blind» всегда исполняют «на бис».

## Видеоклип
Видео похоже на клип «Shoots and Ladders». Korn выступают перед оживлёнными зрителями в небольшом помещении. На заднем плане помещения можно увидеть надпись «Korn». Клип был выпущен в январе 1995.

## Истоки
Это одна из песен, которую Джонатан Дэвис написал со своим бывшим одногруппником из Sexart, гитаристом Райаном Шаком и тот факт, что Шак не был упомянут в качестве автора песни на альбоме, чуть было не довёл дело до суда.

## Отзывы в прессе
Песня заслужила одобрительные отзывы в прессе:
Q Magazine
100 песен, изменивших мир (январь 2003):
88. Korn — Blind
100 величайших гитарных треков (март 2005):
93. Korn — Blind
Kerrang!
666 песен, которые должны у вас быть:
- Современный метал:

2. Korn — Blind
100 величайших синглов всех времён (14 декабря 2002):
10. Korn — Blind